# 野球ウクライナ代表
野球ウクライナ代表（やきゅうウクライナだいひょう）は、ウクライナにおける野球のナショナルチームである。欧州野球連盟に所属している。欧州野球選手権は、1995年大会と、2007年大会で本戦に進出。2007年大会は決勝リーグ進出はならなかった。9位決定戦でも敗れたが、チェコの登録外の選手を出場させた違反の影響で9位で大会を終えた。
年代別代表は、2012年の第1回15U世界野球選手権大会に出場し15チーム中13位の成績を残した。

## 国際大会

### ワールド・ベースボール・クラシック
| 回 | 年   | 開催地                                                                       | 順位   |
| -- | ---- | ---------------------------------------------------------------------------- | ------ |
| 1  | 2006 | アメリカ合衆国の旗 · 日本の旗 · プエルトリコの旗                             | 不参加 |
| 2  | 2009 | アメリカ合衆国の旗 · 日本の旗 · プエルトリコの旗 · メキシコの旗 · カナダの旗 | 不参加 |
| 3  | 2013 | アメリカ合衆国の旗 · 日本の旗 · プエルトリコの旗 · 中華民国の旗              | 不参加 |
| 4  | 2017 | アメリカ合衆国の旗 · 日本の旗 · 大韓民国の旗 · メキシコの旗                  | 不参加 |
| 5  | 2023 | アメリカ合衆国の旗 · 日本の旗 · 中華民国の旗                                 | 不参加 |

### オリンピック
| 回 | 年   | 開催地     | 順位     |
| -- | ---- | ---------- | -------- |
| 26 | 1992 | バルセロナ | 不参加   |
| 27 | 1996 | アトランタ | 予選敗退 |
| 28 | 2000 | シドニー   | 予選敗退 |
| 29 | 2004 | アテネ     | 予選敗退 |
| 30 | 2008 | 北京       | 予選敗退 |
| 33 | 2021 | 東京       | 予選敗退 |

### WBSCプレミア12
| 回 | 年   | 開催地                                                | 順位         |
| -- | ---- | ----------------------------------------------------- | ------------ |
| 1  | 2015 | 日本の旗 · 中華民国の旗                               | 参加資格無し |
| 2  | 2019 | 日本の旗 · 中華民国の旗 · 大韓民国の旗 · メキシコの旗 | 参加資格無し |
| 3  | 2024 | 日本の旗 · 中華民国の旗 · メキシコの旗                | 参加資格無し |

### 欧州野球選手権
- 1995年 - 9位
- 1997年 - 11位
- 1999年 - 予選敗退
- 2001年 - 11位
- 2003年 - 予選敗退
- 2005年 - 10位
- 2007年 - 9位
- 2010年 - 11位
- 2012年 - 予選敗退
- 2014年 - 予選敗退
- 2016年 - 予選敗退
- 2019年 - 予選敗退
- 2021年 - 13位